# Thomas G. Cummings
Thomas Gerald Cummings (* 23. März 1944) ist ein US-amerikanischer Wirtschaftswissenschaftler.

## Leben
Cummings studierte an der Cornell University (Bachelor of Science, MBA) und machte seinen Ph.D. in Betriebswirtschaftslehre an der University of California, Los Angeles. Danach forschte er an der Case Western Reserve University. Seitdem schrieb er über 19 Bücher und verfasste mehr als 50 Fachaufsätze. Er war Chefredakteur des Journal of Management Inquiry. Cummings gehörte dem Board of Governors der Academy of Management an und war Präsident der Western Academy of Management. Er ist Professor, Direktor des Leadership Institute und Inhaber des Lehrstuhls für Management und Organisation an der USC Marshall School of Business.